# Diana Panton

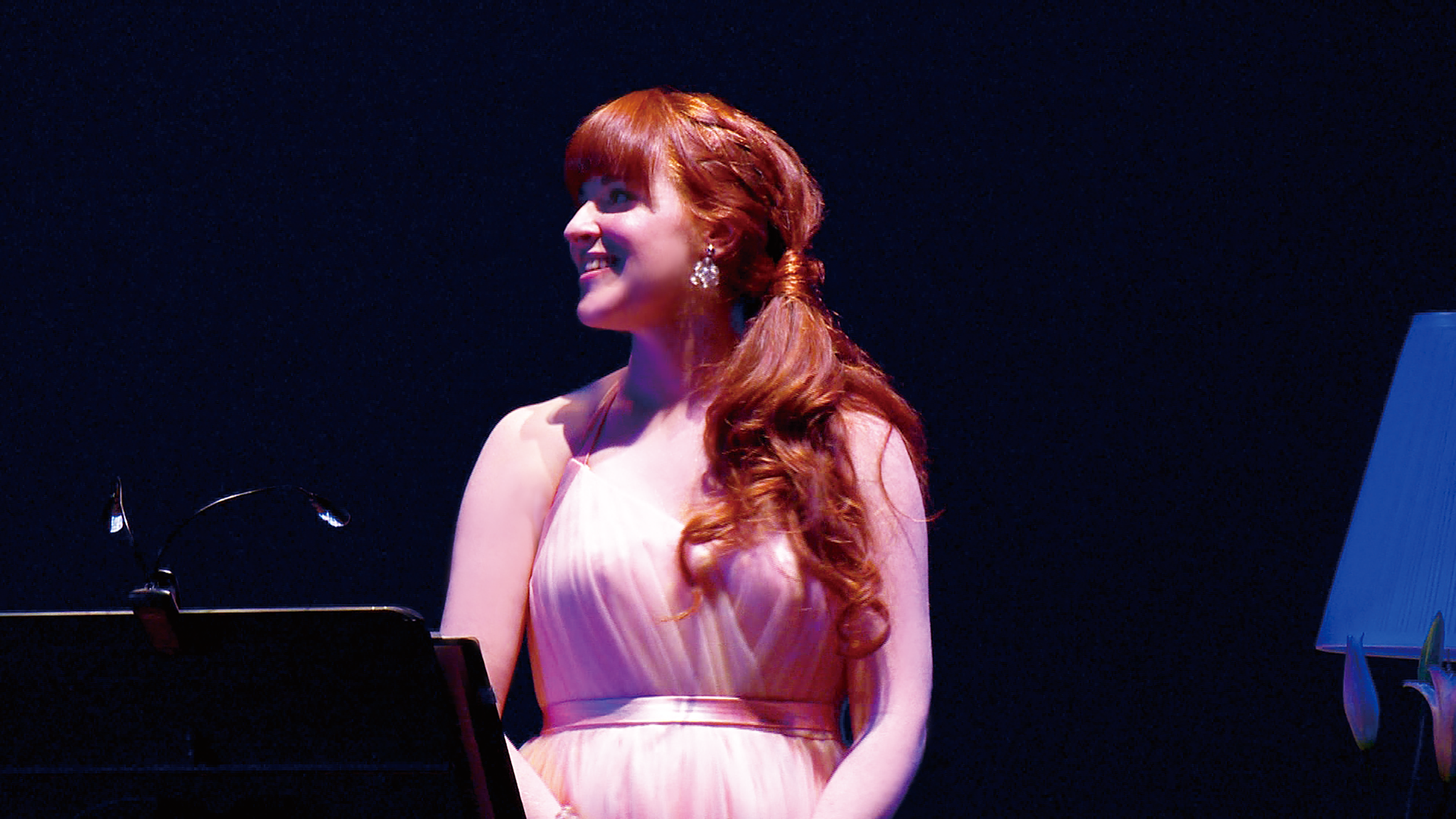
Diana Panton bei einem Auftritt in Taipei 2015

Diana Panton (* 1974 in Hamilton, Ontario) ist eine kanadische Jazzsängerin.

## Leben und Wirken
Panton begann ihre Musikkarriere als Mitglied der Hamilton All Star Jazz Band. Nachdem Don Thompson sie mit dieser Band singen gehört hatte, lud er sie ein, am Banff Centre zu studieren, wo er Fakultätsmitglied war. Dies führte ein Jahrzehnt später zur Zusammenarbeit Thompsons an mehreren Alben der Sängerin. Panton erwarb den Masterabschluss in französischer Literatur an der McMaster University; des Weiteren studierte sie Kunst an der Parsons School in Paris. Sie unterrichtet Französisch, Kunst und Schauspiel an der Westdale Secondary School in Hamilton (Ontario).
Im Eigenverlag legte Panton 2007 ihr Debütalbum Yesterday Perhaps vor, begleitet – wie auch bei folgenden Produktionen – von Don Thompson und Gitarrist Reg Schwager. Darauf interpretierte sie populäre Standards wie „I Didn't Know What Time It Was“, „Les feuilles mortes“, „I Get Along Without You“, „Stars Fell on Alabama“, „You Better Go Now“ und „In the Wee Small Hours“. In den folgenden Jahren nahm sie eine Reihe weiterer Alben auf. Für ihr Album Red wurde sie bei den Juno Awards 2015 für das beste Jazz-Vokalalbum ausgezeichnet; für I Believe in Little Things erhielt sie bei den Juno Awards 2017 2017 den Preis für das beste Kinderalbum. Im Bereich des Jazz war sie laut Tom Lord zwischen 2004 und 2019 an elf Aufnahmesessions beteiligt, neben ihren eigenen Alben auch bei Peter Appleyard (Sophisticated Ladies).
Für ihr zweites Album mit Kinderliedern, A Cheerful Little Earful (2019, mit Don Thompson und Reg Schwager) sowie für Solstice/Equinox (2016, mit Guido Basso und Phil Dwyer als Solisten), wählte Panton Songs aus dem Great American Songbook aus, etwa von Alan Jay Lerner und Frederick Loewe („The Heather on the Hill“), Rodgers und Hart („Manhattan“), Al Dubin und Harry Warren („September in the Rain“) und Henry Nemo („Tis Autumn“), außerdem „Up Jumped Spring“ von Freddie Hubbard und Abbey Lincoln. Zu all ihrem Material bringe Panton bewundernswerte Aufrichtigkeit mit; „sie singt mit einem weichen und sanften Stimmklang, exzellenter Diktion (hier und da auf Französisch) und einem leichten Sinn für Swing“, notierte Bruce Crowther im Jazz Journal.

## Diskografische Hinweise
| Jahr | Album                                                         |
| ---- | ------------------------------------------------------------- |
| 2005 | ...Yesterday Perhaps                                          |
| 2007 | If the Moon Turns Green...                                    |
| 2009 | Pink                                                          |
| 2011 | To Brazil with Love                                           |
| 2012 | Christmas Kiss                                                |
| 2013 | Little Gems and Other Keepsakes (Kompilation mit Bonustracks) |
| 2013 | RED                                                           |
| 2014 | My Heart Sings (Live in Taipei)                               |
| 2015 | I Believe in Little Things                                    |
| 2017 | Solstice / Equinox                                            |
| 2018 | Yes, Please! (Kompilation mit Bonustracks)                    |
| 2019 | A Cheerful Little Earful                                      |
| 2022 | blue                                                          |
| 2024 | soft winds and roses                                          |